# Rathaus (Donauwörth)

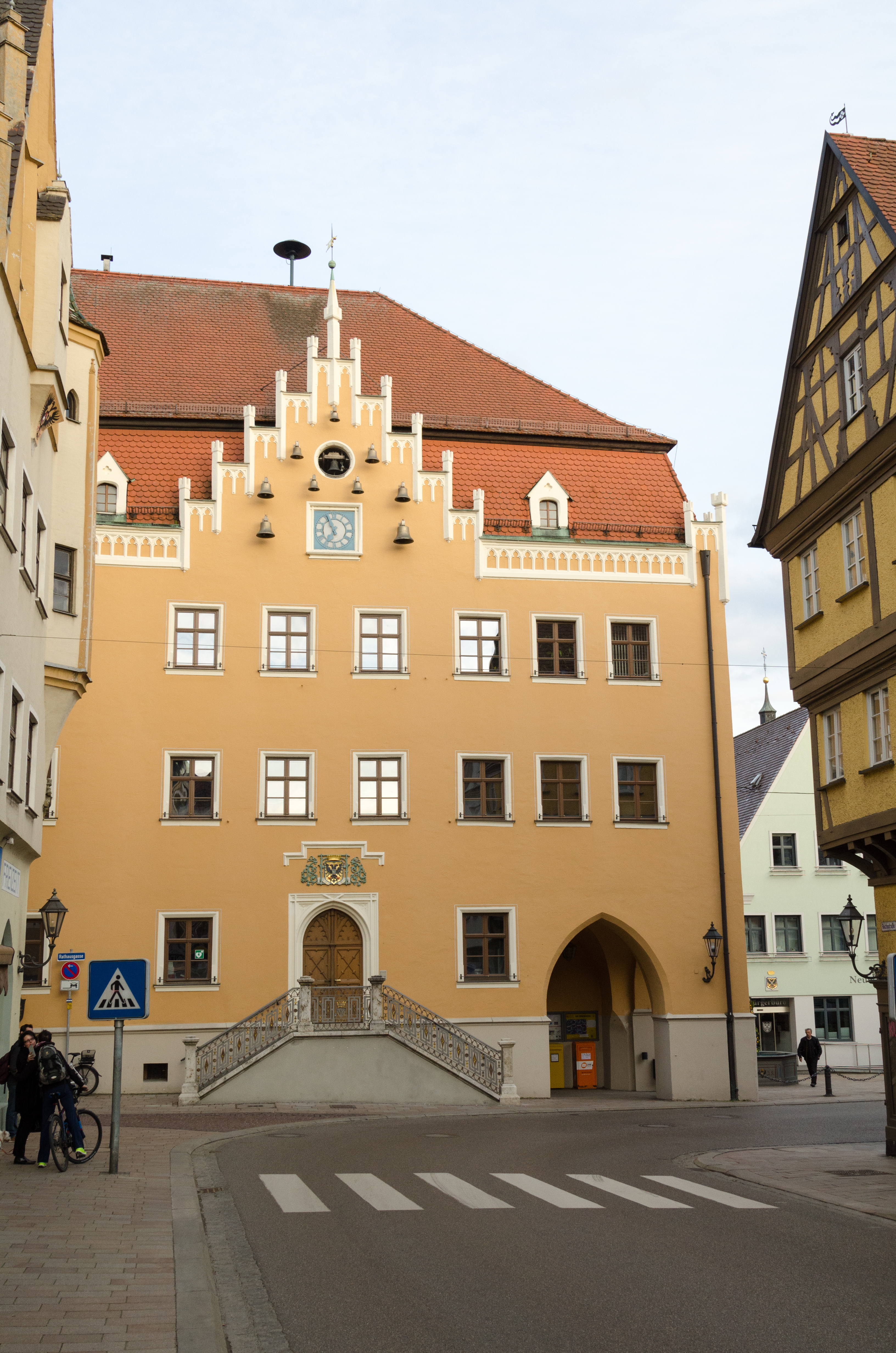
Rathaus in Donauwörth

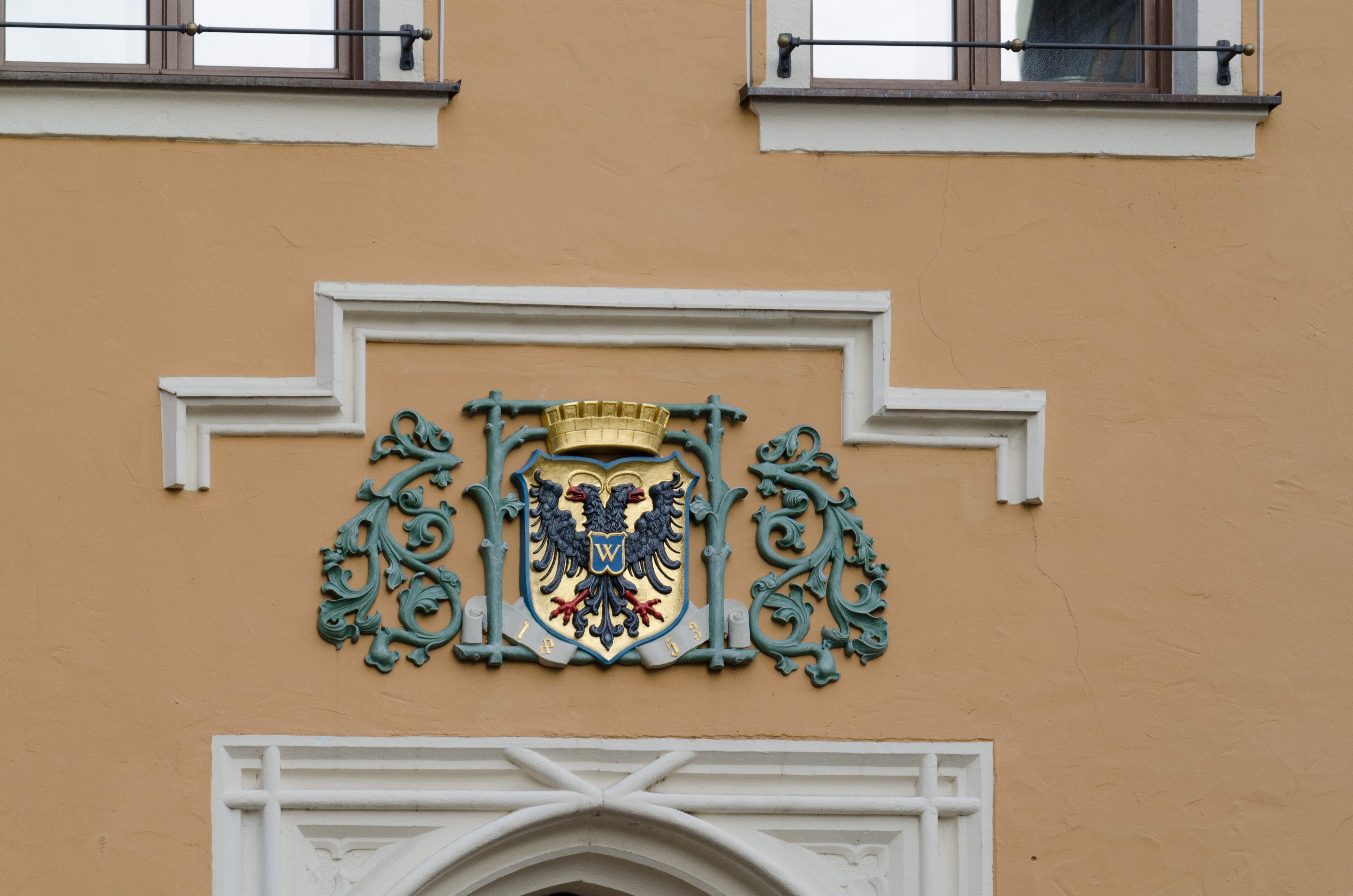
Stadtwappen über dem Eingang

Das Rathaus in Donauwörth, einer Stadt im Landkreis Donau-Ries im bayerischen Regierungsbezirk Schwaben, wurde ursprünglich im Mittelalter errichtet. Das Rathaus in der Rathausgasse 1 ist ein geschütztes Baudenkmal.

## Geschichte und Beschreibung
Der dreigeschossige Hauptbau mit doppelläufiger Freitreppe ist im Kern mittelalterlich. Nach 1853 erfolgte eine Regotisierung. Im 14. Jahrhundert wurde das Gebäude zweimal durch Brände zerstört. Im 16. Jahrhundert wurde der dritte Stock aufgesetzt und Ende des 18. Jahrhunderts erhielt das Rathaus sein Mansardendach. 
Über der Rathaustreppe ist das Stadtwappen mit dem doppelköpfigen Adler zu sehen, das 1530 von Kaiser Karl V. der Reichsstadt verliehen wurde. 
In den Jahren 1973/75 und 1985/86 wurde das Rathaus umfassend renoviert und im Inneren funktionsgerecht verändert. 